# Corporación Irkut
Corporación Irkut o Irkut, (en ruso: Иркут) es un constructor de aviones con sede en Moscú (Rusia). Es conocido como el fabricante de los cazas Sujói entre otros aviones. La actual empresa se creó en 2002, al absorber a la empresa «Planta de Aviación de Irkutsk» (IAP) y la oficina de diseño de Yakovlev fundada en 1927. En 2004 se integraron bajo una estructura de corporación. Actualmente la oficina de diseño Yakovlev es la base para la investigación y desarrollo de toda la empresa. La producción en serie y construcción de prototipos se realiza en la IAP, que lleva produciendo aviones desde 1934. Irkut fabrica versiones modernizadas del Su-30 y del Yak-130 para el Ministerio de Defensa de Rusia y para exportación, también desarrolla el avión comercial MC-21, entre otros muchos productos. También produce componentes para terceras empresas como para el avión Airbus A320. Tiene más de 14 mil empleados y forma parte de la Corporación de Aeronaves Unidas (UAC).

## Historia

### Era soviética (1932-1993)
El 28 de marzo de 1932, la Dirección Principal del Comisariado del Pueblo de la URSS para la Industria Pesada estableció la Planta de Aviación de Irkutsk (IAP) bajo la orden No. 181. El 18 de agosto de 1934, se firmó el formulario que marca la finalización de la construcción de la planta de fabricación de la nueva oficina. 
El primer avión fabricado por el IAP fue el Túpolev I-14, que tuvo su vuelo el 16 de febrero de 1935. Posteriormente, el IAP comenzó la producción en masa del Túpolev SB en la primavera de 1936. En julio de 1941, el IAP comenzó a entregar Petliakov Pe-2. A partir de 1942, para las Fuerzas Aérea Soviética durante la Segunda Guerra Mundial, el IAP comenzó la producción en masa de dos aviones bombarderos de largo alcance: Iliushin Il-4 y Yermolayev Yer-2 hasta 1945. 
A partir de 1946, el IAP comenzó la producción del bombardero táctico Túpolev Tu-2 hasta 1949. A partir de 1950, el IAP comenzó la producción en masa de dos aviones bombarderos, el Túpolev Tu-14 y el Iliushin Il-28 hasta 1956. En 1957, el IAP se renovó y comenzó la producción del avión de transporte militar Antonov An-12. A partir de 1960, el IAP comenzó la producción en masa del bombardero supersónico y el avión de reconocimiento, el Yakovlev Yak-28 hasta 1972. A partir de 1967, el IAP comenzó la producción en masa del avión de transporte militar Antonov An-24 hasta 1971. 
A partir de 1970, el IAP comenzó producción en masa de los cazabombarderos, el Mikoyan MiG-23UB y el Mikoyan MiG-27 hasta 1986. En 1982, los especialistas de IAP comenzaron la organización de la producción con licencia de Mikoyan MiG-27 en India. El Sujói Su-27UB, producido por el IAP como un entrenador de conversión operacional de dos asientos, tuvo su primer vuelo el 10 de septiembre de 1986. El primer Sujói Su-30 desarrollado por la planta de aviación tuvo su primer vuelo el 14 de abril de 1992.

### Etapa moderna (1993-actualidad)
El 30 de diciembre de 1996, se firmó un contrato entre la IAP y la Fuerza Aérea India (IAF) para la entrega del Sujói Su-30MKI a la IAF. 
El primer Beriev Be-200, un avión anfibio, desarrollado por el IAP, realizó su primer vuelo el 24 de septiembre de 1998. El 27 de diciembre de 2002, la Asociación de Producción de Aviación de Irkutsk se renombró como la Corporación Irkut. La Corporación Irkut se convirtió en la primera firma de defensa rusa en llevar a cabo una oferta pública inicial en marzo de 2004. Negociaba el 23,3% de las acciones de la corporación en el mercado de valores. En el mismo año, la Corporación Irkut había integrado la Oficina de Diseño de Yakovlev en su estructura corporativa, convirtiéndola en una subsidiaria. El 20 de diciembre, La Corporación Irkut firmó un contrato con Airbus para producir componentes para el avión de la familia Airbus A320. 
En 2006, el gobierno ruso fusionó Irkut con las empresas Mikoyán, Iliushin, Sujói, Túpolev y Yakovlev, en una nueva empresa llamada UAC. En julio de 2007, la corporación Irkut fue seleccionada como contratista principal para el programa de avión de línea de corto / medio alcance, MC-21. El MC-21, con varios prototipos en pruebas en 2019, es el primer avión diseñado y construido por Irkut.

### Integración de Sukhoi Civil Aircraft a la Corporación Irkut

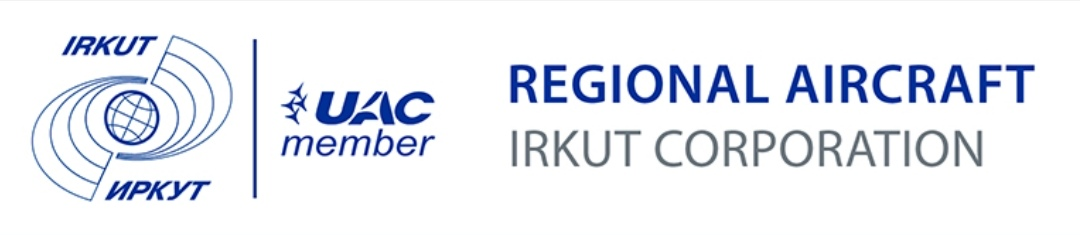
Logo del Regional Aircraft-Branch of the Irkut Corporation después de la integración de Sukhoi a la Corporación Irkut en el año 2022.

A fines de noviembre de 2018, la UAC transfirió Sujói a Irkut para convertirse en la división de aviones de UAC, Leonardo S.p.A. se retiró en 2017 debido al bajo rendimiento financiero del avión Superjet 100. Irkut administrará el Superjet 100, el MC-21 y el CR929 de fuselaje ancho de China, pero el turbohélice de pasajeros Il-114 y el modernizado Ilyushin Il-96-400 de fuselaje ancho se quedarán en Iliushin. La nueva división comercial también incluirá la oficina de diseño de Yakovlev y el fabricante de materiales compuestos, AeroComposit.
En noviembre de 2018 Sukhoi Superjet 100 cambia de nombre a Superjet 100 eliminando el nombre de “Sukhoi” y el 21 de febrero de 2020 Superjet 100 Maker renombrado como rama regional de aviones de Irkut.

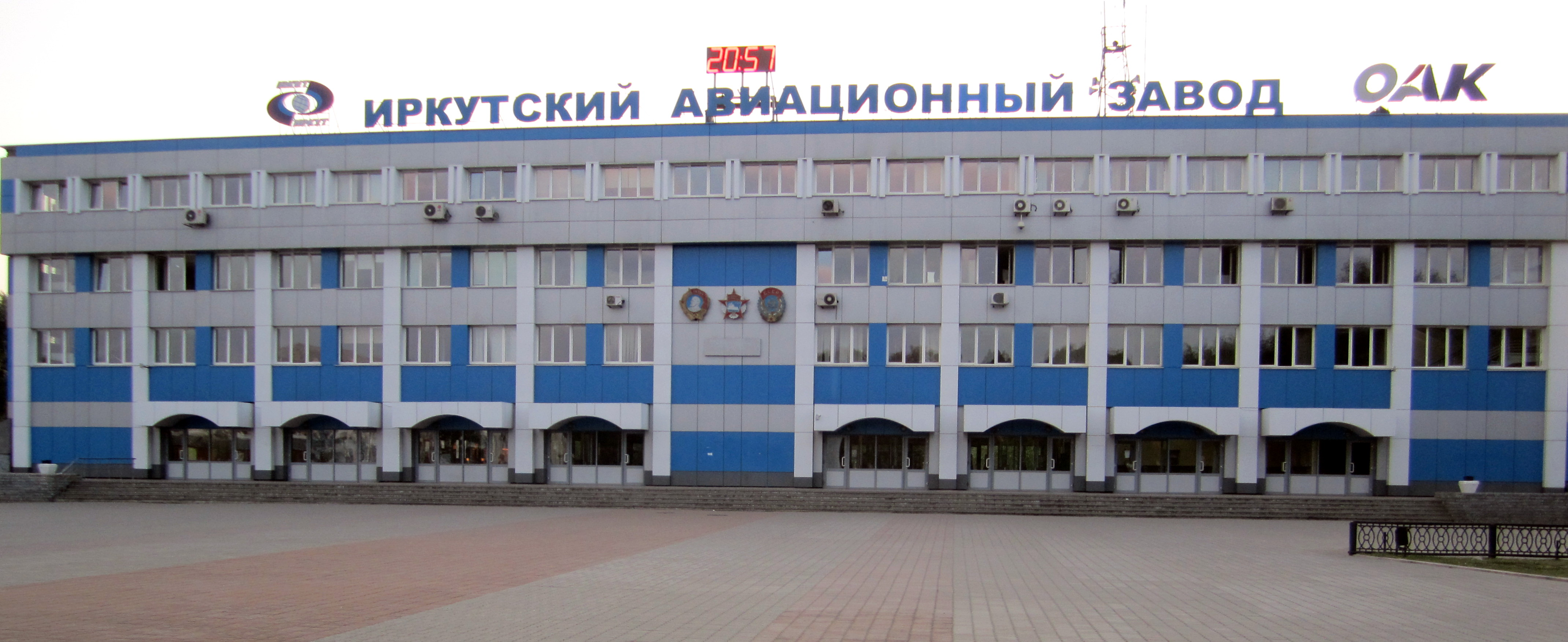
Sede de la Corporación Irkut

## Organización
- Corporación Irkut
  - Regional Aircraft-Branch of the Irkut Corporation (antes:Sukhoi Civil Aircraft)[5]
  - Irkutsk Aviation Plant
  - JSC Yakovlev Design Bureau
    - A. S. Yakovlev Engineering Center

  - BETA AIR

## Producción

### Productos elaborados
Estos aviones se diseñan por distintas compañías ajenas a Irkut, que se emplea solo en su producción en serie.
| Avión            | Tipo                 | Descripción        | Diseñador  | Primer vuelo             | Puesto en servicio | Comienzo de producción | Finalización de producción |
| ---------------- | -------------------- | ------------------ | ---------- | ------------------------ | ------------------ | ---------------------- | -------------------------- |
| Túpolev I-14     | caza                 |                    | Túpolev    | 27 de mayo de 1933       | 1935               | 1935                   | 1935                       |
| Túpolev SB       | bombardero           |                    | Túpolev    | 7 de octubre de 1934     | 1936               | 1936                   | 1941                       |
| Petlyakov Pe-2   | bombardero           |                    | Petliakov  | 22 de diciembre de 1939  | 1941               | 1939                   | 1954                       |
| Iliushin Il-4    | bombardero torpedero |                    | Iliushin   | 31 de marzo de 1936      | 1942               | 1942                   | 1945                       |
| Yermolayev Yer-2 | bombardero           |                    | Yermolayev | 14 de mayo de 1940       | 1941               | 1942                   | 1945                       |
| Tupolev Tu-2     | bombardero táctico   |                    | Túpolev    |                          |                    | 1946                   | 1949                       |
| Tupolev Tu-14    |                      |                    | Túpolev    |                          |                    | 1950                   | 1956                       |
| Ilyushin Il-28   |                      |                    | Iliushin   |                          |                    | 1950                   | 1956                       |
| Antonov An-12    |                      |                    | Antónov    |                          |                    | 1957                   | 1973                       |
| Antonov An-24    |                      |                    | Antonov    |                          |                    | 1967                   | 1971                       |
| Mikoyan MiG-23UB |                      |                    | Mikoyán    |                          |                    | 1970                   | 1986                       |
| Mikoyan MiG-27   |                      |                    | Mikoyán    |                          |                    | 1970                   | 1986                       |
| Sukhoi Su-27UB   |                      |                    | Sujói      | 10 de septiembre de 1986 | 1986               | 1986                   | –                          |
| Sukhoi Su-30     | caza multirol        | bireactor, biplaza | Sujói      | 31 de diciembre de 1989  | 1996               | 1992                   | –                          |
| Sukhoi Su-30SM   | caza multirol        | bireactor, biplaza | Sujói      | 1993                     | 1993               | 1993                   | –                          |
| Beriev Be-200    |                      |                    | Beriev     |                          |                    |                        |                            |
| Sukhoi Su-30MK   | caza multirol        | bireactor, biplaza | Sujói      | 21 de septiembre de 2012 | 2016               | 2012                   | –                          |

### Productos diseñados
Estos aviones se diseñan y producen íntegramente en Irkut y sus empresas afiliadas.
| Avión            | Tipo                    | Descripción        | Diseñador | Primer vuelo             | Puesto en servicio    |
| ---------------- | ----------------------- | ------------------ | --------- | ------------------------ | --------------------- |
| Yakovlev Yak-28  |                         |                    | Yakovlev  |                          |                       |
| Yakovlev Yak-130 | entrenador, caza ligero | bireactor, biplaza | Yakovlev  | 25 de abril de 1996      | 19 de febrero de 2010 |
| Yakovlev Yak-152 | entrenador              | monoplaza          | Yakovlev  | 29 de septiembre de 2016 | 2017                  |

### Productos de aviones civiles
| Avión        | Tipo            | Descripción                  | Diseñador | Primer vuelo       | Puesto en servicio  |
| ------------ | --------------- | ---------------------------- | --- | ------------------ | ------------------- |
| UAC MC-21    | avión comercial | bireactor, fuselaje estrecho | Irkut, Yakovlev | 28 de mayo de 2017 | 2021 (previsión)    |
| Superjet 100 | avión comercial | bireactor, fuselaje estrecho | Sukhoi (Actualmente de 2020 Sukhoi se integró a la Corporación Irkut y renombró:Regional Aircraft-Branch of the Irkut Corporation) | 19 de mayo de 2008 | 21 de abril de 2011 |